# Кідуш

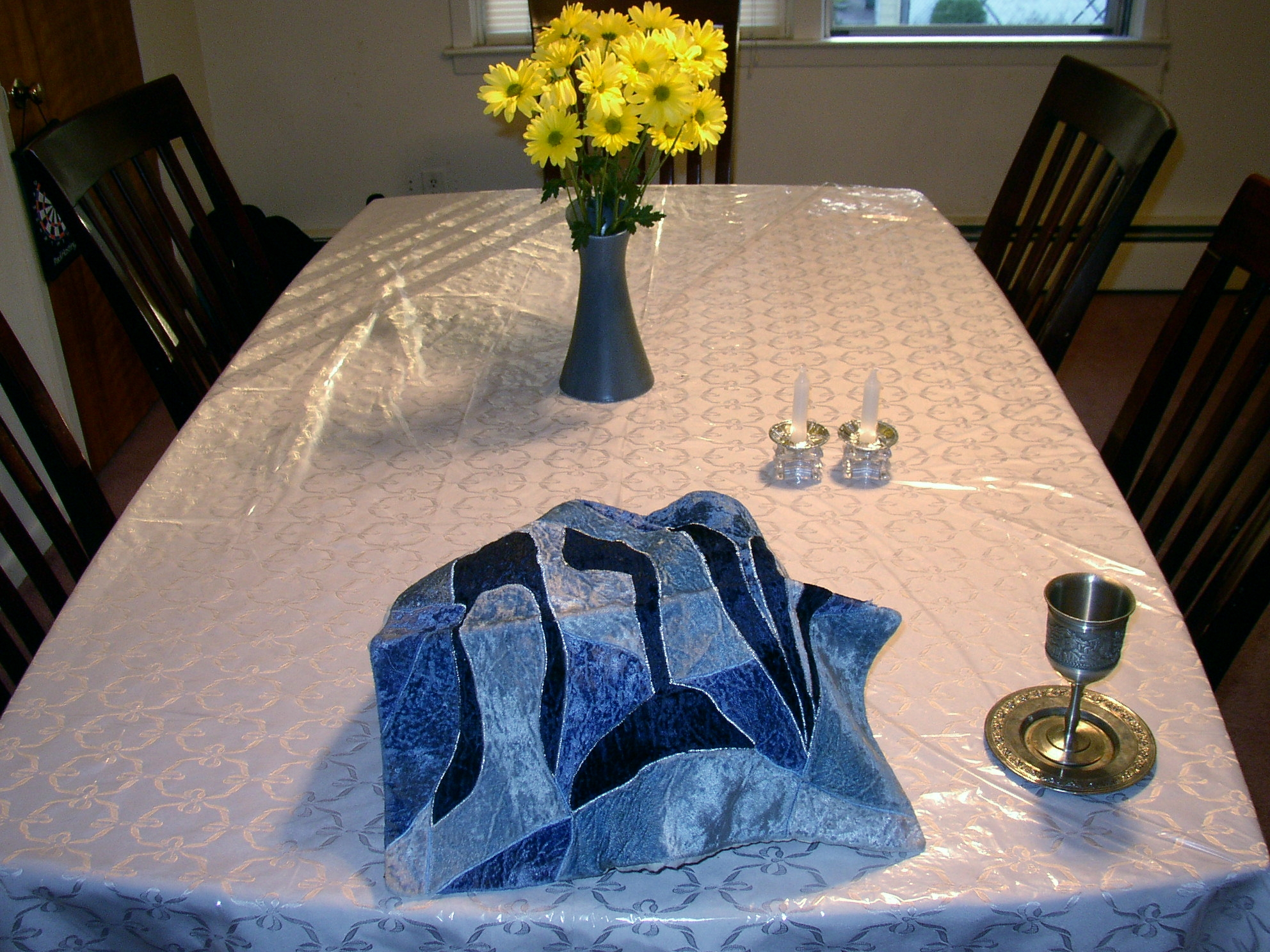
Стіл, накритий напередодні Суботи, з келихом для кідуша

Кіду́ш (дав-євр. קידוש, кіддуш, «освячення») — єврейський обряд освячення, особливе благословення (браха, бенедікція) в юдаїзмі, яке вимовляється на свята і в Шабат. Подячна молитва за освячені і даровані Б-гом народу Ізраїлю дні Суботи і свят, що проголошує святість цих днів, а також обряд читання цієї молитви. Обряд кідуш вважається однією з заповідей юдаїзму.
Читання цього благословення, як правило, проводиться над келихом вина.

## Текст

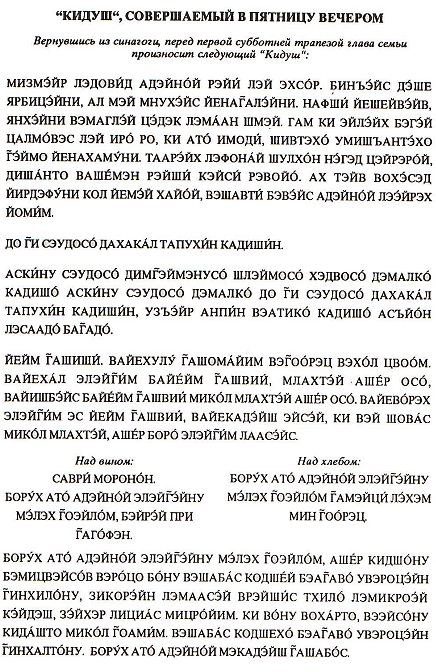
текст молитви

Текст в основному склався в епоху гаонів і, за винятком зовсім невеликих змін, остаточно встановлений Маймонідом.
Формули кідуша різні для Суботи, трьох паломницьких свят і Рош ha-Шана (Нового року); та для читання напередодні святкового дня і в сам цей день.
Основний текст складається з трьох частин: вступна частина (біблійні вірші, присвячені цьому дню, наприклад, напередодні Суботи — Бут 1:31 та Бут 2:1–3), Благословення вина, благословення та освячення наступаючого дня.

## Обряд
Згідно Талмудом, практика проголошення кідуш існувала вже в 1 ст. до н. е., за переказами — ще в 3 ст. до н. е.
Джерело обряду кідуш — в четвертій з Десяти реченій: «Пам'ятай день суботній, щоб святити його!» (Вих 20:8)
У Талмуді ця заповідь трактується як обов'язок виділення Шабату від буденних днів шляхом прославлення Шабату при його настанні (кідуш) і по завершенні (авдала). За деякими думками, лише кідуш при настанні Шаббату є заповіддю Тори, а авдала є встановленням мудреців.
Оскільки кідуш був домашнім обрядом, спочатку він не регулювався строго.
Книжники Талмуда постановили, що кідуш слід здійснювати над келихом вина, і він повинен відбуватися не тільки перед вечірньою трапезою напередодні Шабату та встановлених свят (як відбувалося за часів до Мішни), але і перед полуденної трапезою в самі ці дні (кідуша раба, що, в перекладі з арамейської, означає «великий кідуш»).
Вино може бути замінено двома трапезними хлібами (халами), або будь-яким іншим напоєм, але тільки якщо цей напій цінується в даній країні нарівні з вином. Вважалося великою заслугою завжди мати вино для Кідуш.
Агада (Берах., 43в; Шаб., 113в) приписує цілющу властивість вину, над яким сказано кідуш в синагозі; воно здатне поліпшити зір, якщо їм змастити очі. Пізніше віру в цю чудодійну силу поширили і на вино домашнього кідуша.
За Маймонідом, робити кідуш — це 213-та наказових заповідей.

### Закони кідуш
Кідуш обов'язково вимовляється в тому приміщенні, де відбувається святкова трапеза. Коли настаэ свято або Субота забороняється приймати їжу до проведення кідушу. У давнину, коли приїжджі бідняки знаходили притулок і їжу в синагогах, кідуш вимовлявся і в синагогах; звідси звичай, крім обов'язкового для кожного окремого кідуша перед трапезою, читати кідуш в синагозі після молитви. Якщо присутні кілька людей, то один (глава родини) читає молитву, а присутні після кожного благословення вимовляють «амен». Поки кідуш вимовляється над вином, святкові хали лежать на столі, накриті спеціальною серветкою (так як для хліба є окрема браха). Читання кідуша в більшості громад прийнято вислуховувати стоячи. Після закінчення глава родини відпиває кілька ковтків вина і передає келих членам родини та гостям.
У більшість святкових днів вечірній кідуш завершується брахой (бенедікціей) ше-хехеяну — вдячним благословенням Б-га, «дав нам дожити до цього часу».
Обряд вечірнього кідуша прийнятий як в синагогах консервативного юдаїзму, так і у реформістів.